# Medal Liakat
Medal Liakat, dosł. Medal Zasługi, w przedwojennej Polsce znany jako Medal Walecznych (tur. Liyakat Madalyası) – dwustopniowy (złoty lub srebrny) medal Imperium Osmańskiego nadawany w latach 1890–1923 za zasługi w służbie wojskowej lub cywilnej, np. w działalności charytatywnej. Miał średnicę 25 mm. Na awersie znajdował się osmański herb z sułtańską tuğrą, a na rewersie arabski napis „medal za zasługi specjalnie dla okazujących odwagę i lojalność” oraz data „1308”  (w kalendarzu muzułmańskim chodzi o rok 1890). Był noszony na czerwonej wstążce z zielonymi paskami wzdłuż brzegów. Za służbę podczas I wojny światowej był przyznawany z mieczami i okuciem z datą „1333” (rok 1915) wykonanymi z metalu w kolorze medalu.